# Ryszard Kaczorowski
Pour les articles homonymes, voir Kaczorowski.
Ryszard Kaczorowski, né le 26 novembre 1919 à Białystok et mort le 10 avril 2010  à Smolensk, est un homme d'État polonais. Du 19 juin 1989 au 22 décembre 1990, il fut le sixième et dernier président de la République de Pologne en exil. Il meurt dans la catastrophe aérienne de Smolensk qui coûta la vie à des dizaines de dirigeants polonais dont le président en exercice Lech Kaczyński.

## Biographie

### Seconde Guerre mondiale
Comme son prédécesseur Kazimierz Sabbat, il vient des rangs du scoutisme polonais. Après le début de la Seconde Guerre mondiale, quand la Pologne orientale est occupée par l'URSS, il devient membre de l'organisation clandestine scoute Szare Szeregi (en français : Rangs gris) et agent de liaison entre son organisation et l'Armia Krajowa (AK ou l'Armée de l'intérieur), le plus grand mouvement de la résistance polonaise. En juillet 1940, il est arrêté par la police secrète soviétique (NKVD) et condamné à mort en février 1941. Le verdict est finalement commué en dix ans de prison. Il est déporté en camp de travail du Goulag de la Kolyma (Est de la Russie).
En 1941, après l'invasion allemande de l'URSS, Kaczorowski, comme la plupart des captifs polonais encore en vie, est "amnistié" après les accords Sikorski-Maïski autorisant la formation en URSS d'une armée polonaise, et il entre dans le 2e corps d'armée du général Anders. Comme soldat, il participe à la campagne d'Italie et se bat entre autres à Monte Cassino.

### Après guerre
Après la guerre, il reste en exil alors que la Pologne devient un régime communiste. Il fait des études à Londres dans une grande école pour le commerce international et travaille par la suite dans l'industrie britannique. En même temps il continue à s'occuper de scoutisme comme président de l'organisation des scouts polonais en exil ; il préside la rencontre mondiale des scouts à l'abbaye du Mont-Cassin en 1969 et en Belgique en 1982 et conduit la délégation polonaise au Jamboree international de 1957.
Ryszard Kaczorowski a été un membre influent dès 1949 du troisième et dernier Conseil national de Pologne, l'organe consultatif et d'expertise du président de la République et du Gouvernement polonais en exil. En 1986, il devient ministre de ce même gouvernement.
Après la mort de Kazimierz Sabbat, le 19 juin 1989, en vertu des dispositions de la Constitution polonaise d'avril 1935 de la Deuxième République sur laquelle les autorités en exil fondent leur légitimité, Kaczorowski devient président de la République de Pologne en exil. Quelques mois après son entrée en fonction naît la Troisième République de Pologne dont Lech Wałęsa devient en décembre 1990 le premier président librement élu. Les institutions du gouvernement en exil de Londres prononcent leur dissolution et, le 22 décembre 1990, Kaczorowski remet à Wałęsa les insignes de la présidence de la Deuxième République au cours d'une cérémonie solennelle au Palais royal de Varsovie.
Son statut en Pologne après 1990 est celui d'un ancien chef d'État. Il se fait remarquer par de nombreuses conférences, des interviews et des voyages. Il est nommé entre autres citoyen d'honneur des villes de Białystok, Cracovie, Varsovie et Gdynia et docteur honoris causa des universités de Wrocław, Opole, Białystok (UsB) et UMB.
Ryszard Kaczorowski vivait à Londres, jusqu'à sa mort le 10 avril 2010, dans la catastrophe aérienne de l'avion du président polonais Lech Kaczyński à Smolensk. Il laisse derrière lui son épouse, ses deux filles et cinq petits-enfants.

### Distinctions
- Grand-croix de l'ordre de l'Aigle blanc
- Grand-croix de l'ordre Polonia Restituta
- Croix de l'Armia Krajowa
- Médaille Bene Merito
- Croix commémorative Monte Cassino
- Médaille Pro Memoria
- Ordre de Saint-Michel et Saint-Georges (chevalier grand-croix)
- Grand-croix de l'ordre de Pie IX

Distingué de l'ordre de l'Aigle blanc et de l'Ordre de la Renaissance de la Pologne Polonia Restituta,titulaire de nombreuses décorations militaires polonaises et étrangères, Ryszard Kaczorowski avait, en 2004, été distingué par Élisabeth II chevalier grand-croix de l'ordre de Saint-Michel et Saint-Georges) (GCMG).

## Source
- (de) Cet article est partiellement ou en totalité issu de l’article de Wikipédia en allemand intitulé « Ryszard Kaczorowski » (voir la liste des auteurs).